# Klaus Barbie
Klaus Barbie (Bad Godesberg, 1913. október 25. – Lyon, 1991. szeptember 25.) SS-Hauptsturmführer, katona és Gestapo-tag volt. Ragadványneve, a „lyoni mészáros”, avagy „lyoni hóhér”.

## Származása, gyermekkora
Klaus Barbie Bad Godesbergben, Németországban született, Bonn közelében, római katolikus családban.
Anyja és apja egyaránt tanár volt. 1923-ig abba az iskolába járt ahol az apja tanított. Ezután egy bentlakásos iskolába járt Trierben. 1933-ban Barbie apja és testvére meghalt. Alkoholista édesapja halála nagyon megrázta a fiatal Barbie-t: felhagyott terveivel, hogy teológiát tanuljon.

## Háborús bűntettei
A második világháborúban előbb Hollandiában szolgált, majd a francia ellenállás ellen harcolt. A lyoni Gestapo élére került, ahol  zsidókat, többek között gyermekeket deportáltatott az auschwitzi koncentrációs táborba. Innen ragadt rá későbbi beceneve a „lyoni mészáros”, avagy „lyoni hóhér”.

## Elfogása, pere, halála
Kalandos utakon jutott Bolíviába, ahol 1971-től jártak a nyomában, ám csak 1983-ban adták ki. 1987-ben életfogytiglani büntetésre ítélték. Lyonban tartották fogva, ahol leukémiában halt meg, 77 éves korában.

## Film
Marcel Ophüls filmrendező "Hôtel Terminus" néven dokumentumfilmet forgatott életéről, mely 1989-ben a legjobb dokumentumfilmnek járó Oscar-díjat kapta meg.
Az Üldözési mánia (Rat Race) című 2001-es amerikai vígjátékban nevének a Barbie-babáéhoz való hasonlósága teremt humorforrást: a Klaus Barbie emlékmúzeumot egy nyaraláson lévő család először Barbie-baba múzeumnak véli.

## Külső hivatkozások
- Honlap Klaus Barbie peréről (angolul)